# Monica Ali
Monica Ali, född den 20 oktober 1967, är en brittisk författare.
Ali föddes i Bangladesh. Hennes föräldrar är från England och Bangladesh. Hon kom till England när hon var tre år. Senare studerade hon vid universitetet i Oxford. Ali debuterade som författare 2003 med romanen Brick Lane som  blev en stor framgång och hyllades av kritiker. Den nominerades till Man Booker Prize och blev senare filmatiserad. År 2003 utnämndes hon i litteraturtidskriften Granta som en av de tjugo bästa unga romanförfattarna.

## Författarskap
Alis romaner utspelar sig alla i samtiden och skildrar förhållandet mellan geografi, identitet och mänskliga relationer.
Hon är mest känd för romanen Brick Lane som handlar om Nazneen, en ung kvinna från Bangladesh som hamnar i London, hos en dubbelt så gammal man genom ett arrangerat äktenskap. Boken behandlar hur Nazneen långsamt låter sig integreras i en för henne helt främmande miljö. Monica Ali vill visa att integration är möjlig även om hindren är många. 